# Siemens Smartron
Siemens Smartron – pojazd z rodziny lokomotyw niemieckiego producenta pojazdów szynowych Siemens Mobility, który oparty jest na modelu lokomotywy Siemens Vectron. Pierwszy model pojawił się w marcu 2018 roku.
Siemens Smartron to uproszczona wersja lokomotywy Siemens Vectron. Pojazd ten był oferowany wpierw tylko w prekonfigurowanym modelu do transportu towarowego w Niemczech, jednak po uzyskaniu homologacji w Bułgarii oraz Rumunii pozyskano także zamówienia z innych rynków. 
Dane techniczne:
- Moc: 5600 kW
- Maksymalna prędkość: 140/160 km/h
- Szerokość toru: 1435 mm
- Masa: ok. 83 t
- Zasilanie: 15 kV, 16,7 Hz AC
- System sterowania pociągiem: PZB / LZB.

Lokomotywy są standardowo dostarczane w kolorze „capri blue”. Oznaczenie serii pierwszego pojazdu to 6192.